# James White (Politiker, 1792)
James White (* 2. September 1792 in Chester, New Hampshire; † 1870 in Belfast, Maine) war ein US-amerikanischer Anwalt und Politiker, der von 1842 bis 1846 Maine State Treasurer war.

## Leben
James White wurde 1792 als Sohn von William White und seiner zweiten Frau Elizabeth Mitchell geboren. Er hatte sieben Halbgeschwister und acht Geschwister.
White besuchte das Dartmouth College und schloss es im Jahr 1818 ab. Er studierte Rechtswissenschaften bei seinem Bruder William White.
Als Mitglied der Demokratischen Partei war er von 1842 bis 1846 Maine State Treasurer und in den Jahren 1862 und 1864 kandidierte er um einen Sitz im Kongress.
Im Jahr 1832 heiratete er Lydia Shaw Wood, mit ihr hatte er acht Kinder. Nach ihrem Tod heiratete er im Jahr 1855 Hannah W. Cashmann. Er starb im Jahr 1870. Sein Grab befindet sich auf dem Belfast City Cemetery.